# 4961 Timherder
4961 Timherder (1958 TH1) là một tiểu hành tinh vành đai chính.